# Agrionoptera cynthiae
Agrionoptera cynthiae är en trollsländeart som beskrevs av Maurits Anne Lieftinck 1942. Agrionoptera cynthiae ingår i släktet Agrionoptera och familjen segeltrollsländor. IUCN kategoriserar arten globalt som livskraftig. Inga underarter finns listade i Catalogue of Life.